# سیف‌المنادی
سیف المنادی یک منطقهٔ مسکونی در الجزایر است که در ناحیه الرقیبه واقع شده‌است. سیف المنادی -۲۰ متر بالاتر از سطح دریا واقع شده‌است.